# Vitellii
Les Vitellii (singulier: Vitellius) sont les membres de la gens Vitellia durant la Rome antique de l'époque impériale et ont brièvement détenu l'Empire en 69 apr. J.-C. Le premier de cette gens à obtenir le consulat est Aulus Vitellius, oncle de l'empereur Vitellius, en l'an 32.

## Origine
Suétone rapporte deux récits contradictoires sur les Vitellii, qu'il attribue respectivement aux flatteurs de l'empereur et à ses détracteurs. Selon le premier récit, la famille descendait de Faunus, roi des Aborigènes, et de Vitellia, qui régnaient sur le Latium  et seront considérés comme deux des divinités indigènes. Les Vitellii étaient des Sabins, qui émigrèrent à Rome sous la monarchie, et furent enrôlés parmi les patriciens . Une famille de Vitellii s'est installée à Nuceria Apulorum à l'époque des guerres samnites et c'est de cette famille que l'empereur Vitellius est issu 
Une histoire moins flatteuse rapporte que la famille de l'empereur descendait d'un affranchi, cordonnier selon Cassius Sévère. Son fils était un delator, qui a gagné sa fortune en vendant des biens confisqués, et a épousé une femme dévergondée, la fille d'un boulanger nommé Antiochus . Fort de ces gains mal acquis, son petit-fils devient eques .
Suétone ne tranche pas la question, sinon pour dire que Publius Vitellius de Nuceria, le grand-père de l'empereur, était en effet un eques, qu'il était chargé d'administrer la propriété d'Auguste et qu'il laissait quatre fils, qui tous se sont fait un nom dans l'aristocratie romaine. Il y avait certainement des Vitellii mentionnés à propos des premiers jours de la République, et il n'est pas improbable qu'ils aient été patriciens, mais on ne peut pas déterminer si les Vitellii de l'Empire en descendaient. Il y avait aussi une ancienne ville de Vitellia dans le Latium et une route, la Via Vitellia, menant du Janicule à la mer, .

## Prénomina
Les Vitellii qui apparaissent dans l'histoire utilisaient les praenomina Publius, Quintus, Aulus et Lucius, qui étaient  courants à toutes les époques. D'après les inscriptions, certains membres de la famille doivent également avoir utilisé Gaius.

## Membres

### Vitelliide l'époque royale
- Vitellia, épouse de Lucius Junius Brutus, l'un des premiers consuls au début de la République, en 509 av. J.-C.
- Les Vitellii, deux sénateurs, neveux de Lucius Tarquinius Collatinus, et beaux-frères de Brutus, qui conspirèrent avec leurs cousins, les trois Aquillii, et deux des fils de Brutus, pour rétablir les Tarquins sur le trône.

### Vitelliid'Ostie
- Quintus Vitellius, l'un des duumviri jure dicundo à Ostie en 47 et 45 av. J.-C. [5]
- Aulus Vitellius, duumvir jure dicundo à Ostie en 46 av. J.-C.[5]

### VitelliideNuceria
- (Vitellius), affranchie d'un Vitellius de Nuceria;
  - ? Quintus Vitellius, (v.-60 - ap.-29), sénateur romain en -29;
    - Publius Vitellius, (v.-40 - ap.-10), procurateur;
      - Aulus Vitellius, (v.-20 - 32), consul suffect en 32;
        - Aulus Vitellius, (v.5 - ?)

      - Quintus Vitellius, (v.-18 - ap.17), questeur d'Auguste, exclu du sénat en 17;
        - Quintus Vitellius, (v.10 - ?)

      - Publius Vitellius, (v.-18 - 31/2), proconsul de Bithynie, ami de Séjan;
      - Lucius Vitellius, (v.-10 - v.51), consul en 34, 43 et 47, censeur en 47/49, proconsul de Syrie de 35 à 39, devient patricien en 48;
        - Imp. Aulus Vitellius Germanicus Aug., (24/9/12 - 22/12/69), empereur romain en 69;
          - (Vitellius) Petronianus, mort jeune;
          - (Vitellia), (v.60 - ap.70/9), épouse de Libo Rupilius Frugi;
          - (Vitellius) Germanicus, (62 - 22/12/69);

        - Lucius Vitellius, (v.15 - 22/12/69), consul suffect en 48, proconsul d'Afrique en 61/2;

    - Vitellia, (v.-30 - ap.21), épouse d'Aulus Plautius;

### Autres

#### Vitellii Saturnini
- Vitellius Saturninus, (v.35 -ap.69), préfet de légion en 69, partisans d'Othon;
  - ? (Vitellius), (v.65 - ?)
    - ? (Vitellius), (v.90 - ?)
      - Publius Vitellius Saturninus, (v.112 - ap.124), assistant les Frères Arvales en 124[6];

#### Vitellii Seleuci
- (Marcus Flavius), (v.125 - ?), épouse une descendante des Séleucides?[7];
  - Marcus Flavius Vitellius Seleucus, (v.150 - ap.182/92), sénateur romain sous Commode;
    - Marcus Flavius Vitellius Seleucus, (v.180 - ap.222), consul en 221;
      - ? Marcus F(lavius) Ru(...) Iotapianus, (v.210 - 248/9), usurpateur en 248;

    - ? Flavia Vitellia Seleuciana[b 3];

#### Autres
- Quintus Vitellius Eclogius, [N 1]
- Vitellia Rufilla, (v.60 - ?), l'épouse de Gaius Salvius Liberalis, consul suffect en 85[b 4],[6].
- Vitellius Ampliatus, préfet de cohorte en Germanie inférieure vers 70/120.
- Vitellius, un auteur juridique, mentionné à plusieurs reprises par Ulpien.
- Vitellius Honoratus, (v.60 - 100), convoqué à Rome comme témoin contre Marius Priscus, proconsul d'Afrique en 100 apr. J.-C. Il était accusé d'avoir soudoyé Priscus pour qu'il exile un chevalier romain et mette à mort sept de ses amis, moyennant le paiement de trois cent mille sestertii, mais Honoratus mourut avant de pouvoir témoigner[6].
- Vitellius, (v.145 - ap.189), consul suffect en 189;